# Fíki
Fíki är en ort i Grekland.   Den ligger i prefekturen Trikala och regionen Thessalien, i den centrala delen av landet, 250 km nordväst om huvudstaden Aten. Fíki ligger 147 meter över havet och antalet invånare är 1 098.
Terrängen runt Fíki är varierad. Runt Fíki är det ganska glesbefolkat, med 42 invånare per kvadratkilometer. Närmaste större samhälle är Trikala, 10,6 km öster om Fíki. Trakten runt Fíki består till största delen av jordbruksmark.